# 白云街道 (衢州市)
白云街道，是中华人民共和国浙江省衢州市柯城区所辖的一个街道，市政府驻地所在地。自10年代起逐渐发展，2020年成立“衢州智慧新城管理委员会”，以白云街道为主体成立智慧新城。为衢州市人口最多的街道。

## 下辖行政区
下辖：
白云社区、新湖社区、玉龙社区、幸福社区、御景湾社区、阳光社区、滨江社区、双岭社区、灵溪社区、智兴社区、悦溪社区、招贤社区、回龙村、双塘岭村、过溪畈村、压潮村、河边埂村、严家圩村、鹿鸣山村、钱家山村、湖柘垅村、亭川村、龚家埠头村、地藏寺村、花园岗村。